# Transporte na Cidade do Vaticano

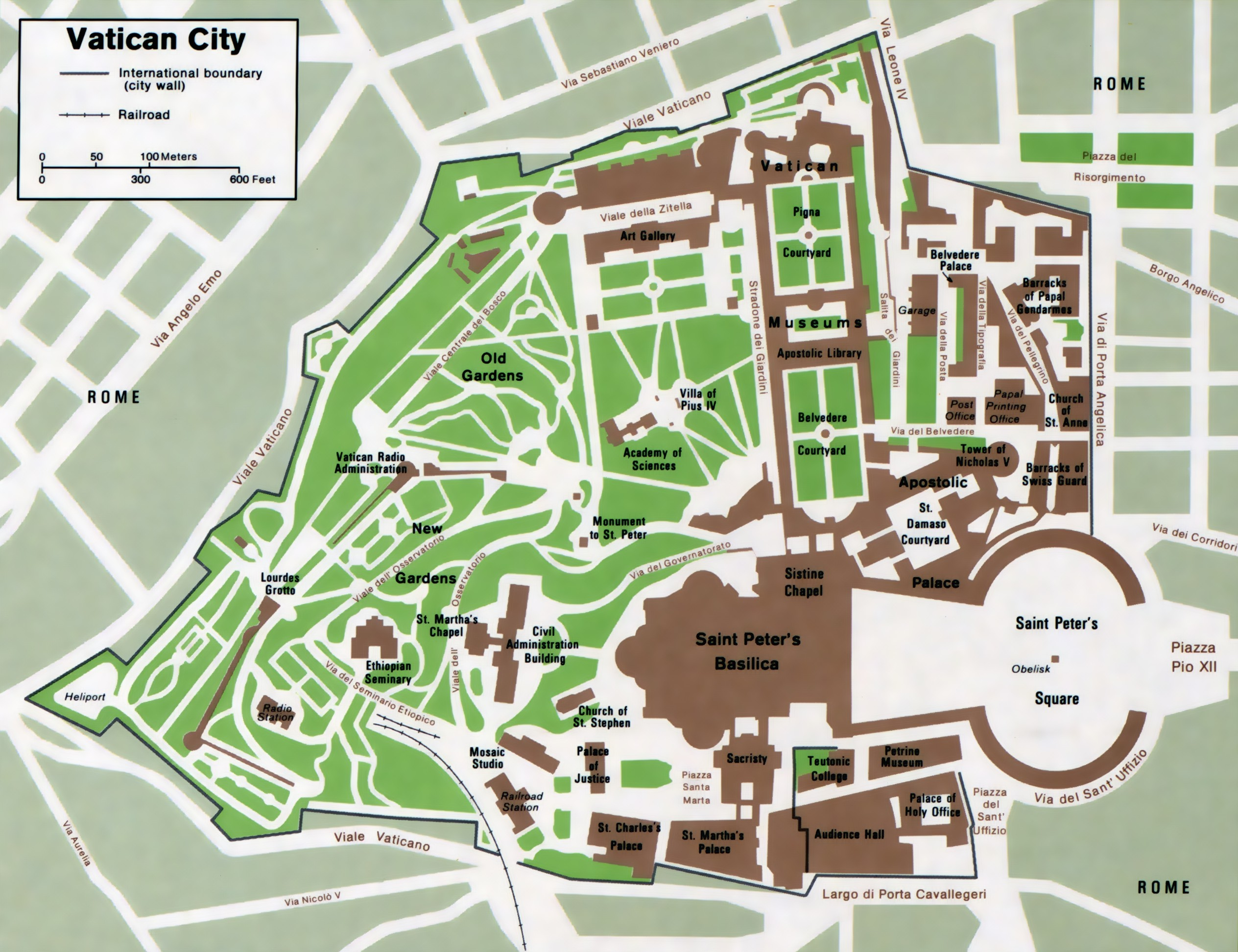
(Selecione para ampliar.)

O sistema de transporte na Cidade do Vaticano, um país com 1,05 km de comprimento e 0,85 km de largura, é um pequeno sistema de transporte sem aeroportos ou rodovias. Não há transporte público no país. Um heliporto e uma curta ferrovia são usados apenas para ocasiões especiais. A maioria dos visitantes caminhará de um ponto de ônibus ou trem italiano próximo, ou de um estacionamento. Dada uma velocidade média de caminhada de 3,6 km/h, o Vaticano pode ser atravessado em 20 minutos ou menos. Assim, grande parte da infraestrutura do Vaticano consiste na própria Praça de São Pedro, corredores e naves na basílica e edifícios circundantes, e passarelas atrás e entre os edifícios. O Heliporto do Vaticano fica no canto oeste da cidade-estado, e é usado apenas por autoridades da Santa Sé e visitantes oficiais.

## Transporte aéreo
A Cidade do Vaticano é servida pelo Heliporto do Vaticano, às vezes utilizado por visitantes oficiais. Não há aeroporto público e os visitantes podem utilizar os dois aeroportos de Roma: o Aeroporto de Fiumicino (Leonardo da Vinci) e o Aeroporto de Ciampino.
O Aeroporto de Fiumicino, inaugurado na década de 1960, está localizado a aproximadamente 30 quilômetros da Cidade do Vaticano e é a principal porta de entrada internacional para Roma. O Aeroporto de Ciampino, originalmente um aeródromo militar, serve como aeroporto civil desde a década de 1970 e está situado a cerca de 20 quilômetros da Cidade do Vaticano. Ambos os aeroportos estão conectados ao Vaticano por meio de diversas opções de transporte.

## Transporte ferroviário

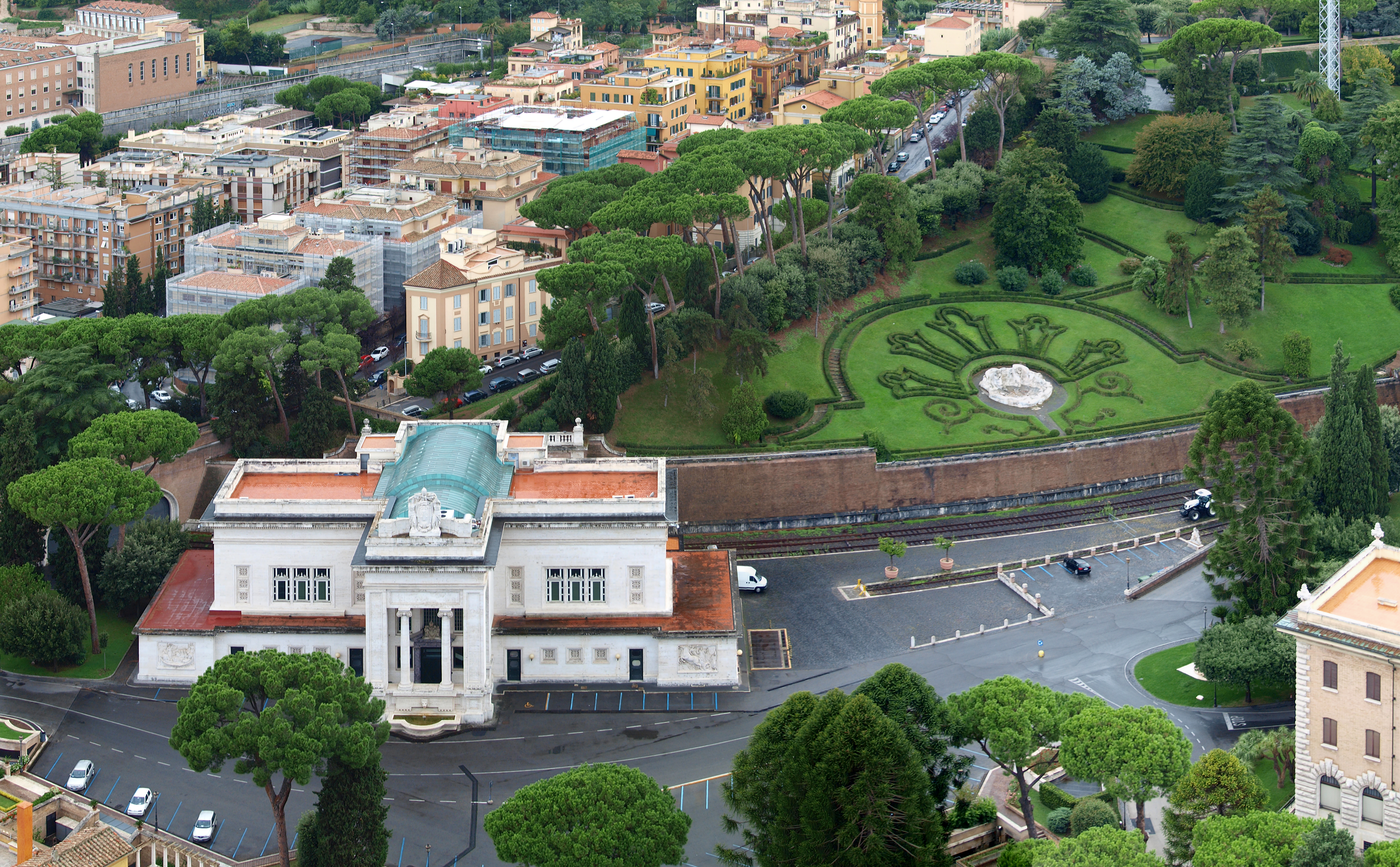
Estação do Vaticano.

A Cidade do Vaticano é acessível por trem através de estações próximas. A estação ferroviária mais próxima da Cidade do Vaticano é Roma San Pietro, localizada fora dos muros do Vaticano. Esta estação é servida pela linha ferroviária regional FL5 e conecta-se a Roma Termini e outros locais em Roma, bem como à cidade costeira de Civitavecchia. Também é servida pela Linha A do Metrô de Roma, com as estações Ottaviano e Cipro-Musei Vaticani localizadas a dez minutos a pé da cidade-estado. A estação de bonde Risorgimento/San Pietro também atende a área do Vaticano na linha 19 do bonde.

## Transporte rodoviário

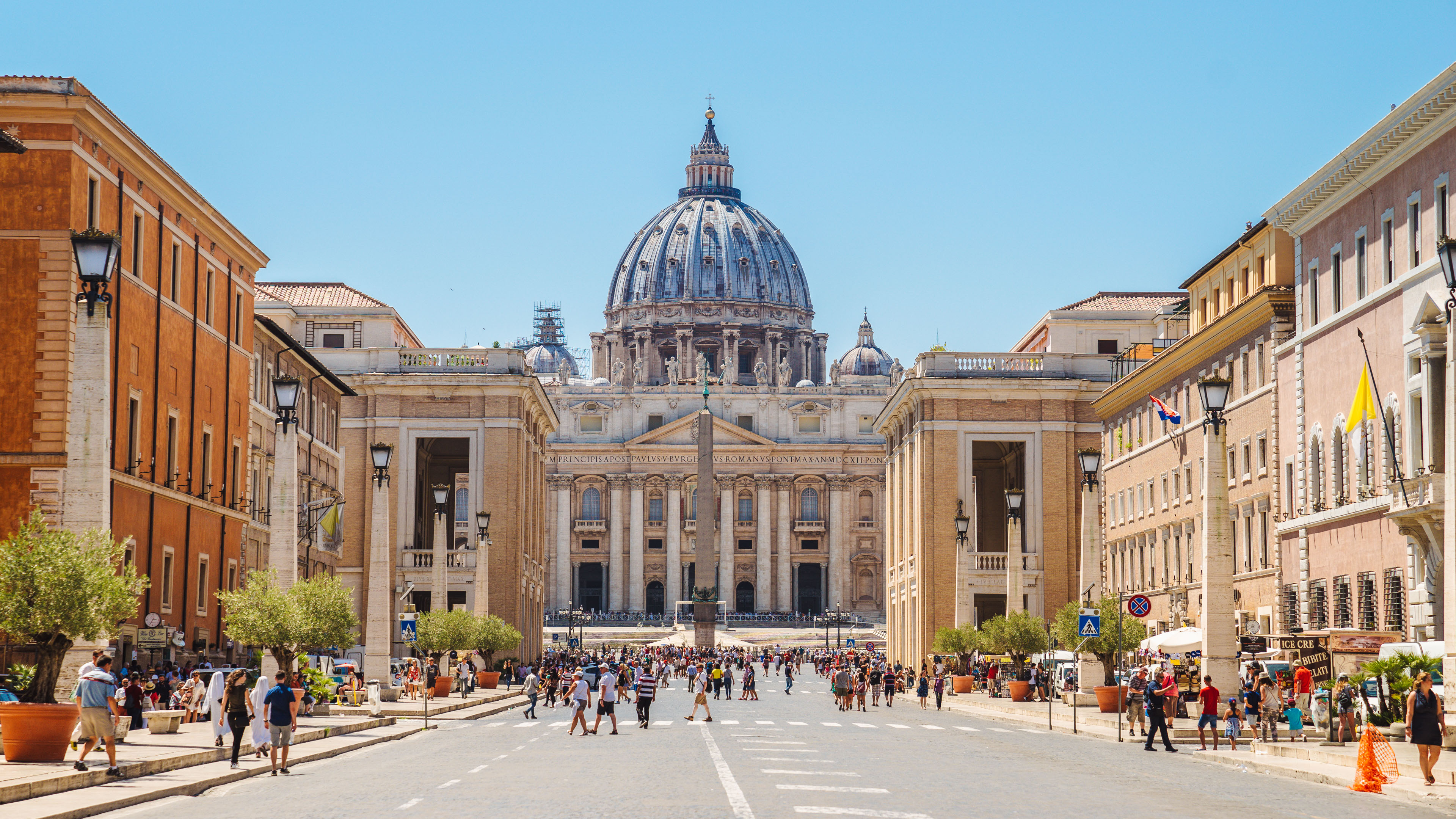
Mussolini demoliu casas e igrejas medievais para criar a Via della Conciliazione, que levava à Praça de São Pedro.

A área é servida pela extensa rede de transporte público de Roma, incluindo ônibus, táxis e translados privados. Os ônibus da ATAC, como o ônibus 40 (conectando Roma Termini à Piazza Pia perto da Basílica de São Pedro) e o ônibus 64 (conectando o centro de Roma à Estação San Pietro), passam perto da Cidade do Vaticano. Além disso, transporte mais direto, táxis licenciados e translados privados estão prontamente disponíveis em toda Roma.